# QuoVadis
QuoVadis (bis zur Version 5 Touratech Quo Vadis, kurz auch TTQV genannt) ist der Name einer GPS-Software des Unternehmens QuoVadis Software GmbH mit Sitz in Staufenberg. Derzeitiger Stand ist die Version X.
QuoVadis unterstützt die Tourenplanung durch das Laden von Wegpunkten, Routen und Tracks auf oder vom GPS-Empfänger und ermöglicht Echtzeitnavigation zu Land, Wasser und Luft. QuoVadis unterstützt das Scannen und Kalibrieren eigener Landkarten und läuft auf Windows-PCs (Voraussetzung ist ein NMEA- oder Garmin-Protokoll-kompatibler GPS-Empfänger) und Android-, iOS- und Windows-Phone-Mobilgeräten. Neben dem Angebot an eigenen digitalen Karten (Raster/Bitmaps) unterstützt die Software zahlreiche gängige Kartenformate von Fremdherstellern, Here-Vektorkarten (ehemals NAVTEQ), das vektorielle Garmin-*.img-Format (bis Version 7, außer NT- und NTU-Versionen der Garmin-Karten) sowie Vektorkarten im Mapsforge-Format (ab Version X).
Bis 2011 wurde QuoVadis unter dem Namen Touratech Quo Vadis von der Firma Touratech AG vertrieben, seit dem 1. Januar 2012 werden die Software und die zugehörigen digitalen Karten von der eigens zu diesem Zweck vom Programmierer Thomas Flemming und Joachim Bungert gegründeten Firma QuoVadis Software GmbH vermarktet. Der Name der Software wurde auf QuoVadis geändert und die Version 6 eingeführt.